# Le Quatuor d'Alexandrie
Le Quatuor d'Alexandrie (The Alexandria Quartet) est un ensemble de quatre romans écrits par l'écrivain britannique Lawrence Durrell, publiés entre 1957 et 1960. Ayant pour sujet l'amour, les livres présentent plusieurs perspectives différentes sur un même ensemble d'événements et de personnages, situé à Alexandrie avant et pendant la Seconde Guerre mondiale.

## Les quatre romans
- Justine
- Balthazar
- Mountolive
- Cléa